# توني لافي
توني لافي (بالإنجليزية: Tony Levy)‏ (20 أكتوبر 1959 في المملكة المتحدة - ) هو لاعب كرة قدم نيوزلندي في مركز الوسط. شارك مع منتخب نيوزيلندا لكرة القدم. أما مع النوادي، فقد لعب مع نادي بليموث أرجايل ونادي توركي يونايتد ويوفل تاون ونادي هايز ونادي يونيفرستي ماونت ولينغتون وNorth Shore United AFC ‏ وسانت ألبانز سيتي وكارشالتون أثلتيك وTooting & Mitcham United F.C. ‏.

## وصلات خارجية
- توني لافي على موقع الاتحاد الدولي (مؤرشف)  (الإنجليزية)
- توني لافي على موقع قاعدة بيانات كرة القدم.إي يو (الإنجليزية)
- توني لافي على موقع ناشيونال فوتبول تيمز (الإنجليزية)